# Canellera

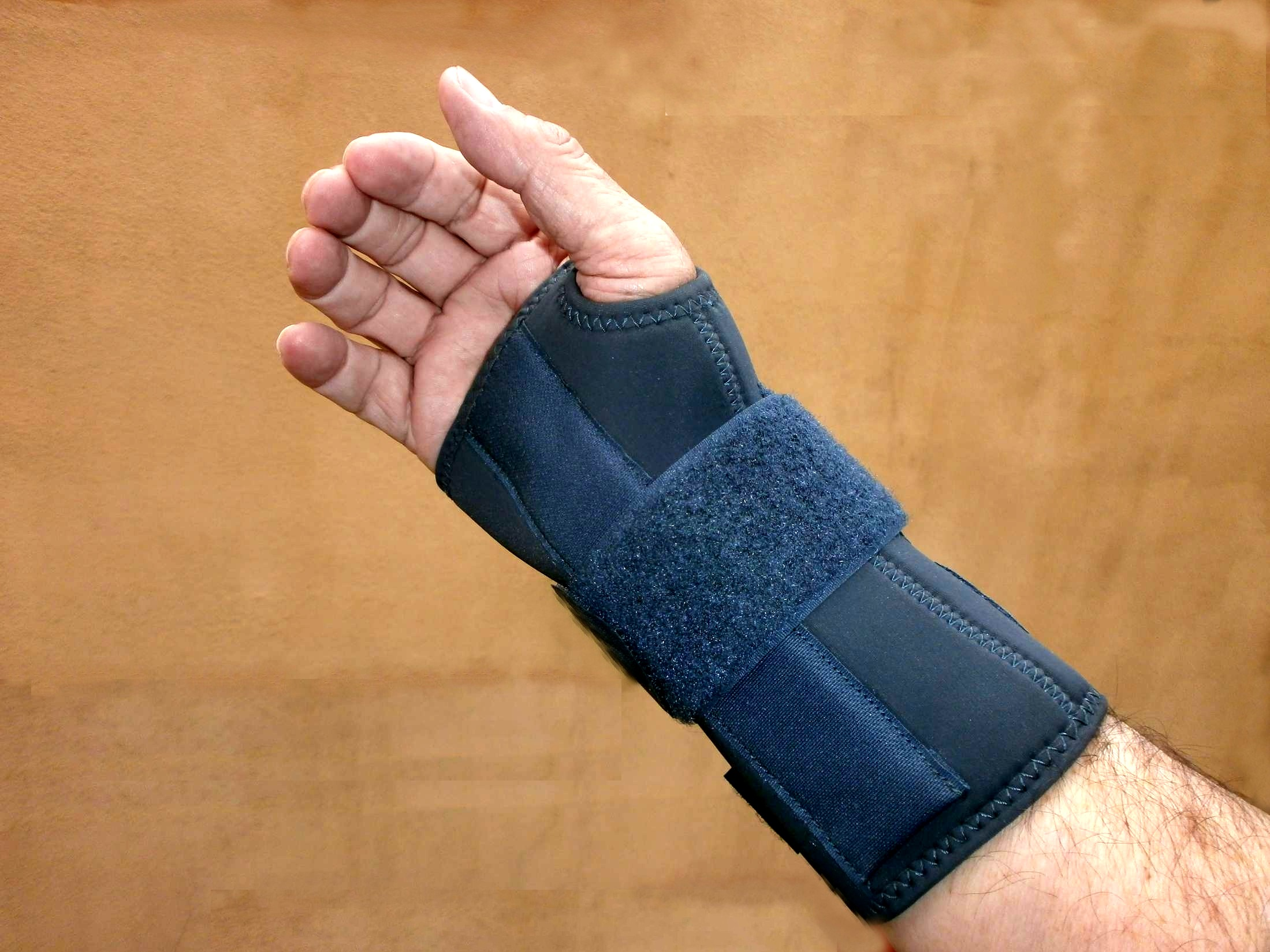
Canellera ortopèdica

Una canellera és una peça de vestir que es posa al voltant del canell per protegir-lo durant un ús fort o per permetre que es curi. Les canelleres són accessoris habituals en processos de rehabilitació de lesions que afecten el canell. Immobilitzen l'articulació i proporcionen escalfor i compressió als ossos. Estan dissenyades en teixits rígids com el niló o el neoprè que permeten una mobilitat limitada a la mà i s'ajusten al canell mitjançant una tira de velcro. Per garantir la seva fixació poden abastar part de la mà cenyint-se al voltant del polze. En els casos més greus, incorporen platines metàl·liques per tal d'immobilitzar l'articulació.

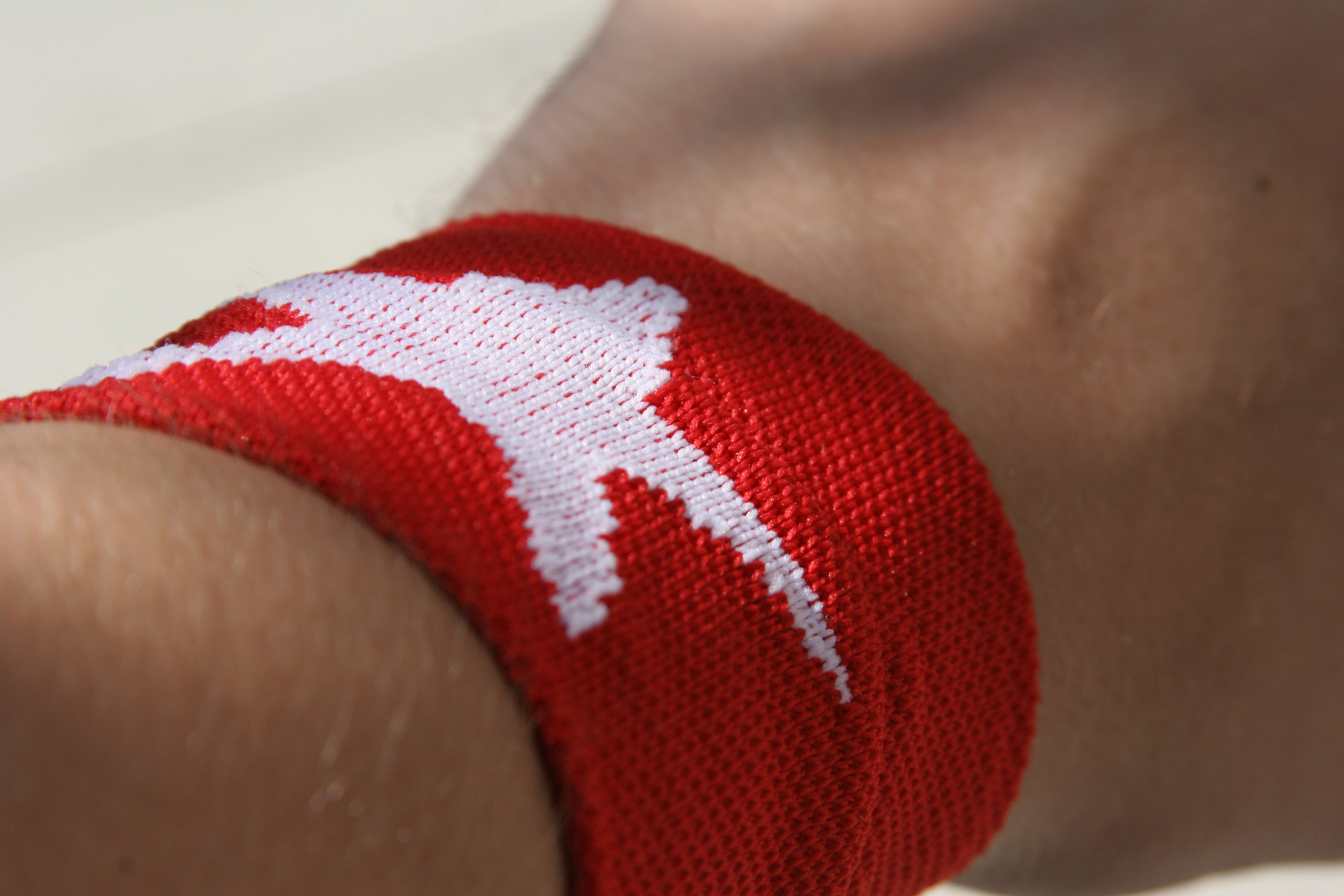
Canellera per a ús en l'esport

Les canelleres estan indicades per a traumatismes de canell sense fractura, immobilització de l'articulació, postoperatori de sinovitis, osteoartritis degeneratives, esquinços o inflamacions de l'articulació, entre d'altres .
Les canelleres exerceixen una funció protectora en activitats en què s'exigeix al canell un esforç extraordinari, com en halterofília o en el culturisme. En aquests casos, mitjançant calor i pressió es poden prevenir possibles torçades i esquinços.
Finalment, s'utilitzen en esports en què es força el joc del canell, com passa amb els de raqueta (tennis, pàdel, bàdminton) o en el hoquei.Tenen una triple finalitat: protegir el canell de possibles lesions, eixugar-se la suor del front i evitar que la suor del braç arribi a la mà impedint que rellisqui la raqueta/estic. Amb aquesta finalitat es confeccionen en materials absorbents com cotó o pelfa.

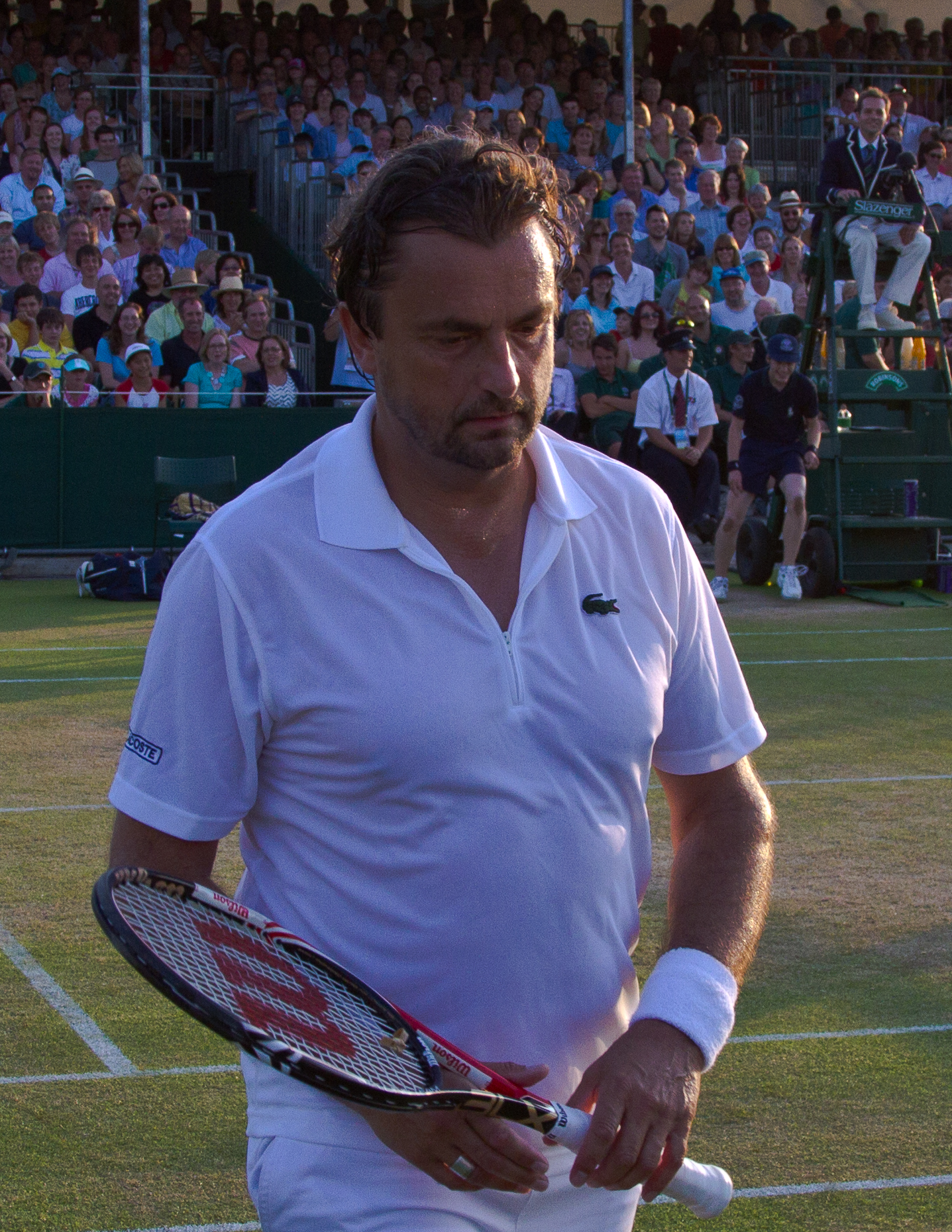
Tennista amb canellera
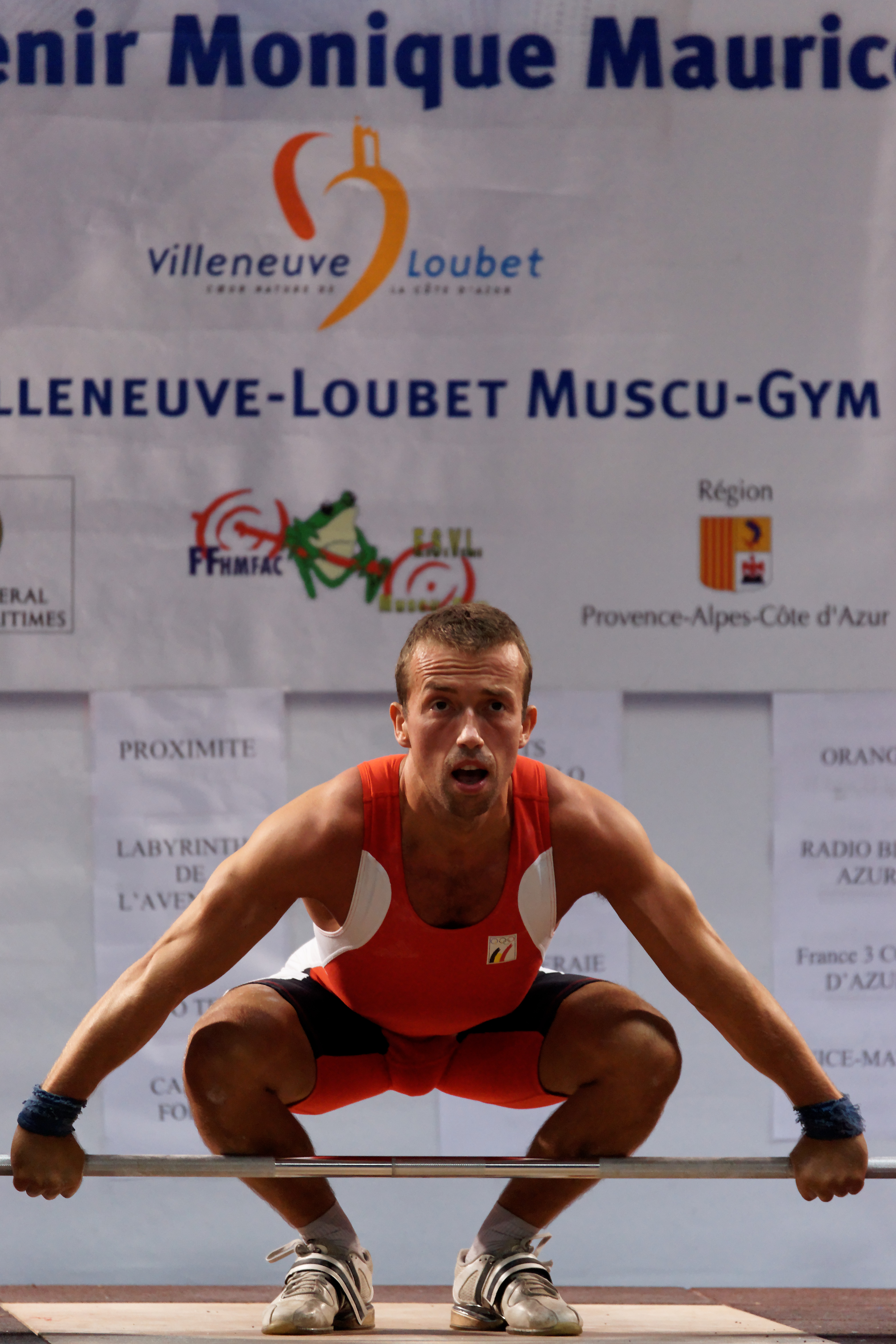
Aixecador de pes amb canellera
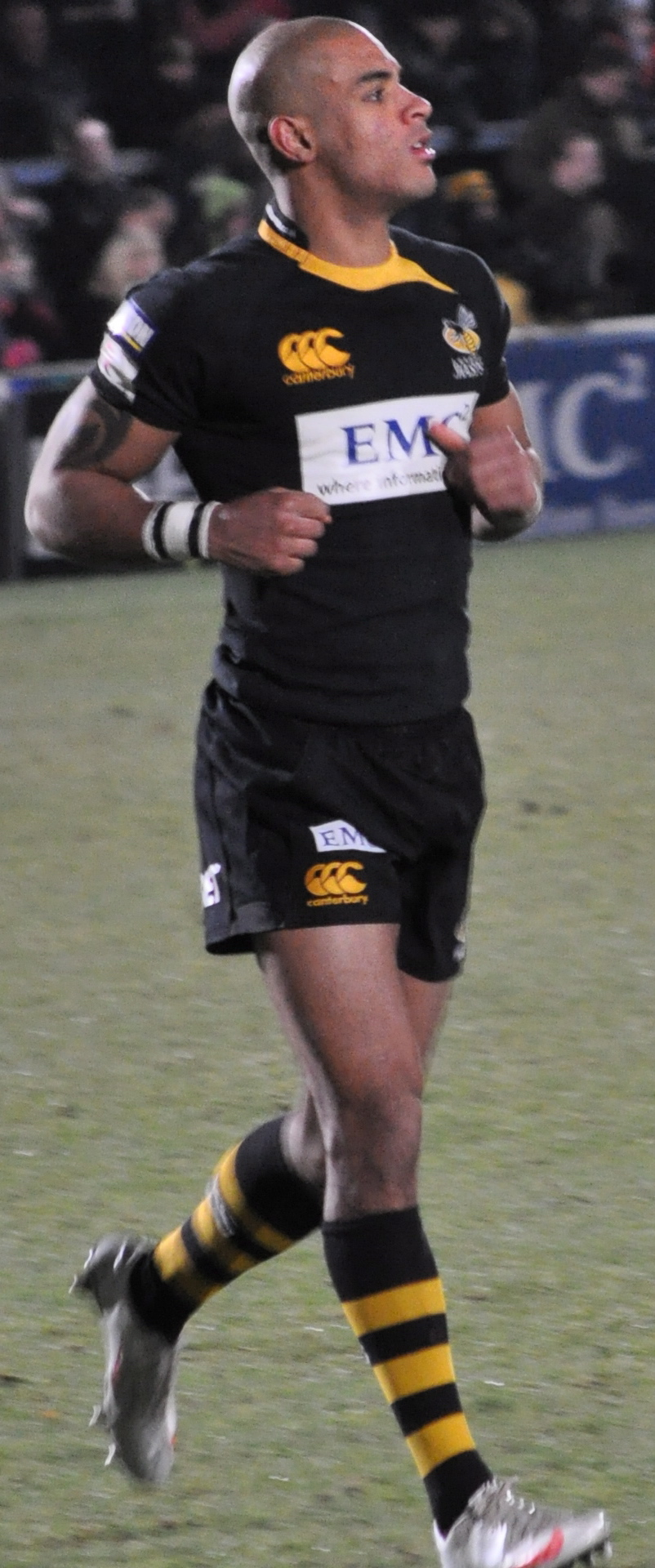
Jugador de rugbi amb canelleres